# Benjamin Guinness (3e comte d'Iveagh)
Arthur Francis Benjamin Guinness, 3e comte d'Iveagh (20 mai 1937 - 18 juin 1992), titré vicomte Elveden entre 1945 et 1967, est un homme d'affaires et homme politique irlandais. Il est président de Guinness plc de 1962 à 1986, puis président d'honneur de 1986 jusqu'à sa mort en 1992.

## Biographie
Lord Iveagh (souvent connu sous le nom de Benjamin Iveagh) est né dans la famille anglo-irlandaise Guinness, le fils d'Arthur Onslow Edward Guinness, vicomte Elveden, et d'Elizabeth Cecilia Hare, fille de Richard Hare (4e comte de Listowel). Son père, le vicomte Elveden, est major dans le 55e régiment antichar (Suffolk et Norfolk Yeomanry) de la Royal Artillery et est tué au combat par une fusée V-2 alors qu'il sert en Belgique le 8 février 1945. En 1947, sa mère se remarie avec Edward Rory More O'Ferrall.
Lord Iveagh fait ses études au Collège d'Eton, au Trinity College, à Cambridge et à l'Université de Grenoble. Il hérite du titre de son grand-père, le 2e comte d'Iveagh, en septembre 1967. Il vit à Farmleigh dans le Phoenix Park à Dublin et est président de Guinness de 1961 à 1992. Il est administrateur de deux associations caritatives de logement, l'Iveagh Trust à Dublin et le Guinness Trust à Londres.
Unique à l'époque, il est membre de deux chambres hautes simultanément. Il est à la Chambre des Lords britannique de 1967 à 1992 et est nommé sénateur irlandais par Liam Cosgrave de 1973 à 1977.
Vers la fin de sa vie, Guinness est un alcoolique. Sa nécrologie dans The Independent, décrit sa carrière dans les affaires comme «au mieux indifférente et parfois positivement désastreuse ... [son] règne [en tant que président de Guinness] a d'abord été marqué par une phase de diversification effrénée loin du cœur de la brasserie et puis une période prolongée de déclin débilitant."[réf. nécessaire]

## Vie personnelle et famille
Lord Iveagh épouse Miranda Daphne Jane Smiley, fille du major Michael Smiley, de Castle Fraser, Kemnay, Aberdeenshire, le 12 mars 1963. Ils ont quatre enfants avant leur divorce en 1984 :
1. Emma Lavinia (née le 7 décembre 1963)
2. Louisa Jane (née le 20 février 1967)
3. Edward Guinness (4e comte d'Iveagh) (né le 25 août 1969)
4. Rory Michael Benjamin Guinness (né le 12 décembre 1974)

Lord Iveagh est décédé d'un cancer à Kensington et Chelsea, Londres, en 1992 à l'âge de 55 ans. Son fils aîné lui succède aux titres de famille.